# 1980年のイギリスサルーンカー選手権
1980年のトライセントロール・イギリスサルーンカー選手権 (1980 Tricentrol British Saloon Car Championship) は、イギリスサルーンカー選手権の23年目のシーズン。3月23日のマロリー・パークで開幕し、10月5日のシルバーストン・サーキットにおける最終戦まで全10戦で争われた。今シーズンから排気量の上限が3500ccに引き上げられた。TWRのマツダ・RX-7をドライブするウィン・パーシーが自身初のタイトルを獲得した。

## 開催カレンダーと優勝者
複数クラスの混走による総合優勝者は太字
| ラウンド | ラウンド | サーキット                 | 開催日  | クラス A 優勝者    | クラス B 優勝者      | クラス C 優勝者  | クラス D 優勝者    |
| -------- | -------- | -------------------------- | ------- | ------------------ | -------------------- | ---------------- | ------------------ |
| 1        | A        | マロリー・パーク           | 3月23日 | 開催せず           | 開催せず             | ウィン・パーシー | アンディ・ロウズ   |
| 1        | B        | マロリー・パーク           | 3月23日 | ジョン・モワット   | ジョン・モリス       | 開催せず         | 開催せず           |
| 2        | A        | オウルトンパーク           | 4月4日  | 開催せず           | 開催せず             | ウィン・パーシー | ゴードン・スパイス |
| 2        | B        | オウルトンパーク           | 4月4日  | アラン・カーナウ   | クリス・ホジェッツ   | 開催せず         | 開催せず           |
| 3        | 3        | スラクストン・サーキット   | 4月7日  | アラン・カーナウ   | リチャード・ロイド   | ウィン・パーシー | ゴードン・スパイス |
| 4        | 4        | シルバーストン・サーキット | 4月20日 | アラン・カーナウ   | クリス・ホジェッツ   | ウィン・パーシー | アンディ・ロウズ   |
| 5        | 5        | シルバーストン・サーキット | 6月8日  | アラン・カーナウ   | クリス・ホジェッツ   | ウィン・パーシー | アンディ・ロウズ   |
| 6        | 6        | ブランズ・ハッチ           | 7月13日 | アラン・カーナウ   | ジョン・モリス       | ウィン・パーシー | ジェフ・アラム     |
| 7        | A        | マロリー・パーク           | 8月17日 | 開催せず           | 開催せず             | ウィン・パーシー | ゴードン・スパイス |
| 7        | B        | マロリー・パーク           | 8月17日 | ジョン・ドゥーリー | トニー・ランフランチ | 開催せず         | 開催せず           |
| 8        | 8        | ブランズ・ハッチ           | 8月25日 | ジョン・ドゥーリー | トニー・ランフランチ | ウィン・パーシー | ゴードン・スパイス |
| 9        | 9        | スラクストン・サーキット   | 9月7日  | アラン・カーナウ   | リチャード・ロイド   | ウィン・パーシー | ゴードン・スパイス |
| 10       | 10       | シルバーストン・サーキット | 10月5日 | アラン・カーナウ   | トニー・ランフランチ | ウィン・パーシー | ゴードン・スパイス |

## 選手権結果
| ドライバーズランキング | ドライバーズランキング | ドライバーズランキング | ドライバーズランキング | ドライバーズランキング |
| 順位                   | ドライバー             | 車両                   | クラス                 | ポイント               |
| ---------------------- | ---------------------- | ---------------------- | ---------------------- | ---------------------- |
| 1                      | ウィン・パーシー       | マツダ・RX-7           | B                      | 90                     |
| 2                      | アラン・カーナウ       | フォード・フィエスタ   | A                      | 73                     |
| 3                      | ゴードン・スパイス     | フォード・カプリ       | D                      | 67                     |
| 4                      | アンディ・ロウズ       | フォード・カプリ       | D                      | 64                     |

## 参照
1. ↑  “アーカイブされたコピー”. 2011年7月16日時点のオリジナルよりアーカイブ。2010年9月30日閲覧。 Official list of BTCC champions
2. ↑  http://homepage.mac.com/frank_de_jong/Pages/1980%20BSCC.html